# Верхне-Большая Золотянка
Верхне-Большая Золотянка — река в России, протекает в Красновишерском районе Пермского края. Устье реки находится в 36 км по левому берегу реки Акчим. Длина реки составляет 10 км.
Исток реки лежит на отрогах Северного Урала западнее хребта Золотой Камень и в 25 км к юго-востоку от посёлка Волынка. Река течёт на север, всё течение проходит по ненаселённой местности среди холмов, поросших тайгой.

## Данные водного реестра
По данным государственного водного реестра России относится к Камскому бассейновому округу, водохозяйственный участок реки — Кама от водомерного поста у села Бондюг до города Березники, речной подбассейн реки — бассейны притоков Камы до впадения Белой. Речной бассейн реки — Кама.
Код объекта в государственном водном реестре — 10010100212111100004662.